# Пиццо-ди-Мета
Пиццо-ди-Мета (итал. Pizzo di Meta) — гора в области Марке Италии. Расположена в центральных Апеннинах, в самой северной части горной цепи Монти-Сибиллини. Высота — 1576 м над уровнем моря.
Административно входит в состав муниципалитета Сарнано провинции Мачерата.

## Этимология
Название горы может относиться к пирамидальной форме восточного склона. Термин mèta, происходящий из латыни, на самом деле используется как синоним конуса или пирамиды (см. римские сооружения Мета Ромула или Мета суданс).
В действительности, многие топонимы, присутствовавшие в центуриатных областях во времена Августа, такие как территория Сарнано, представляют эту ссылку на mèta. Глагол metàre использовался для обозначения подразделения центуриатных территорий, осуществляемого агрименсором с помощью специальных инструментов, называемых грома.

## Морфология
Пиццо-ди-Мета — самая высокая вершина среди гор, составляющих северную часть цепи Сибиллини. На юге она граничит с Фоссо-Лардина, на севере впадает в скалистую долину Рио-Терро (которая на этом первом участке носит название Фоссо-ди-Мета). Оба потока впадают в Теннаколу.